# Glossophaga
Glossophaga är ett släkte av fladdermöss som ingår i familjen bladnäsor.

## Utseende
Arterna når en kroppslängd (huvud och bål) av 48 till 65 mm och en svanslängd av cirka 7 mm. De har 32 till 42 mm långa underarmar. Vikten ligger vid 10 g men är inte känd för alla arter. Pälsens färg kan vara mörkbrun, rödbrun eller chokladbrun. Liksom hos närbesläktade fladdermöss finns ett spetsigt blad (hudflik) på näsan, en påfallande lång tunga med papiller och smala långa kindtänder.

## Ekologi
Dessa fladdermöss lever i olika habitat. De hittas bland annat i torra buskskogar, i lövfällande skogar eller i fuktiga städsegröna skogar. Arterna vistas i låglandet och i bergstrakter upp till 2600 meter över havet. Vanligen flyger de längs vattendrag när de letar efter föda. Individerna vilar i grottor, i gruvor, i bergssprickor, i trädens håligheter och i byggnader. Vid gömstället bildas små till medelstora flockar och ibland kolonier med cirka 1000 medlemmar. Födan utgörs främst av frukter och nektar samt av pollen, blommor och insekter. Fortplantningssättet är huvudsakligen känt för arten Glossophaga soricina. Hos denna art varar dräktigheten två till tre månader och sedan föds en unge. Individerna kan leva 10 år med människans vård.

## Arter
Arter enligt Catalogue of Life, Wilson & Reeder (2005) samt IUCN:
- Glossophaga commissarisi, förekommer från västra Mexiko till södra Peru och till regionen Guyana.
- Glossophaga leachii, hittas från södra Mexiko till nordvästra Costa Rica.
- Glossophaga longirostris, lever i Colombia, Venezuela och Guyana.
- Glossophaga morenoi, förekommer i västra och södra Mexiko.
- Glossophaga soricina, hittas från Mexiko till norra Argentina.

IUCN listar Glossophaga longirostris med kunskapsbrist (DD) och alla andra som livskraftiga (LC).